# Phrosinella
Phrosinella is een vliegengeslacht uit de familie van de dambordvliegen (Sarcophagidae).

## Soorten
- P. aldrichi Allen, 1926
- P. aurifacies Downes, 1985
- P. fulvicornis (Coquillett, 1895)
- P. fumosa Allen, 1926
- P. nasuta (Meigen, 1824)
- P. persa (Rohdendorf, 1935)
- P. pilosifrons Allen, 1926
- P. sannio (Zetterstedt, 1838)
- P. talpina Reinhard, 1961